# 八户学院大学短期大学部
八户学院大学短期大学部，简称八短（はちたん），是一所位于日本青森县八户市的私立短期大学。

## 概要

### 简介
- 学校最早可以追溯到1959年[1]。短期大学为于1971年开办[1]、由学校法人光星学院经营、来源于大公教会。

### 历史
- 1971年 八户短期大学成立并同时设置幼儿教育学科[1]。
- 1973年 八户短期大学改校名为光星学院八户短期大学[1]。
- 1987年 管理信息学科[注 2]成立[1]。
- 2004年 幼儿教育学科变更为幼儿保育学科[1]、管理信息学科[注 2]变更为现代商务学科[注 3][1]。
- 2006年 现代商务学科[注 3]改编为生活设计学科[注 1][1]。
- 2009年 护理学科成立[1]。

### 宪章
- 请参看八户学院短期大学的标志 （页面存档备份，存于） （日語） 2013年11月24日阅览。

## 学校环境
- 校区：在青森县八户市

## 历任校长
- 森田重次郎：第一代短期大学校长[1]
- 二森重志：就任于1984年[1]
- 石丸浩文：就任于1995年[1]
- 织戸芳郎：就任于2002年[1]
- 中村觉：就任于2003年[1]
- 蛇口浩敬：就任于2004年[1]
- 外崎充子：现在短期大学校长[2]

## 著名人和有关人员
- 小寺隆韵：访问学人

## 组织

### 学科
- 幼儿保育学科
- 生活设计学科[注 1]
- 护理学科

### 专科
| - 没有 |

### 业余课程
| - 没有 |

### 附属机关
| - 图书馆 |

## 相关链接
- 日本短期大学列表
- 八户学院大学